# Serra de Monchique
Serra de Monchique ("Monchiquebergen") är en bergskedja i sydvästra Portugal. 
Den ligger i landets sydligaste provins, Algarve.  
Dess högsta punkt är Foia, 902 meter över havet. 

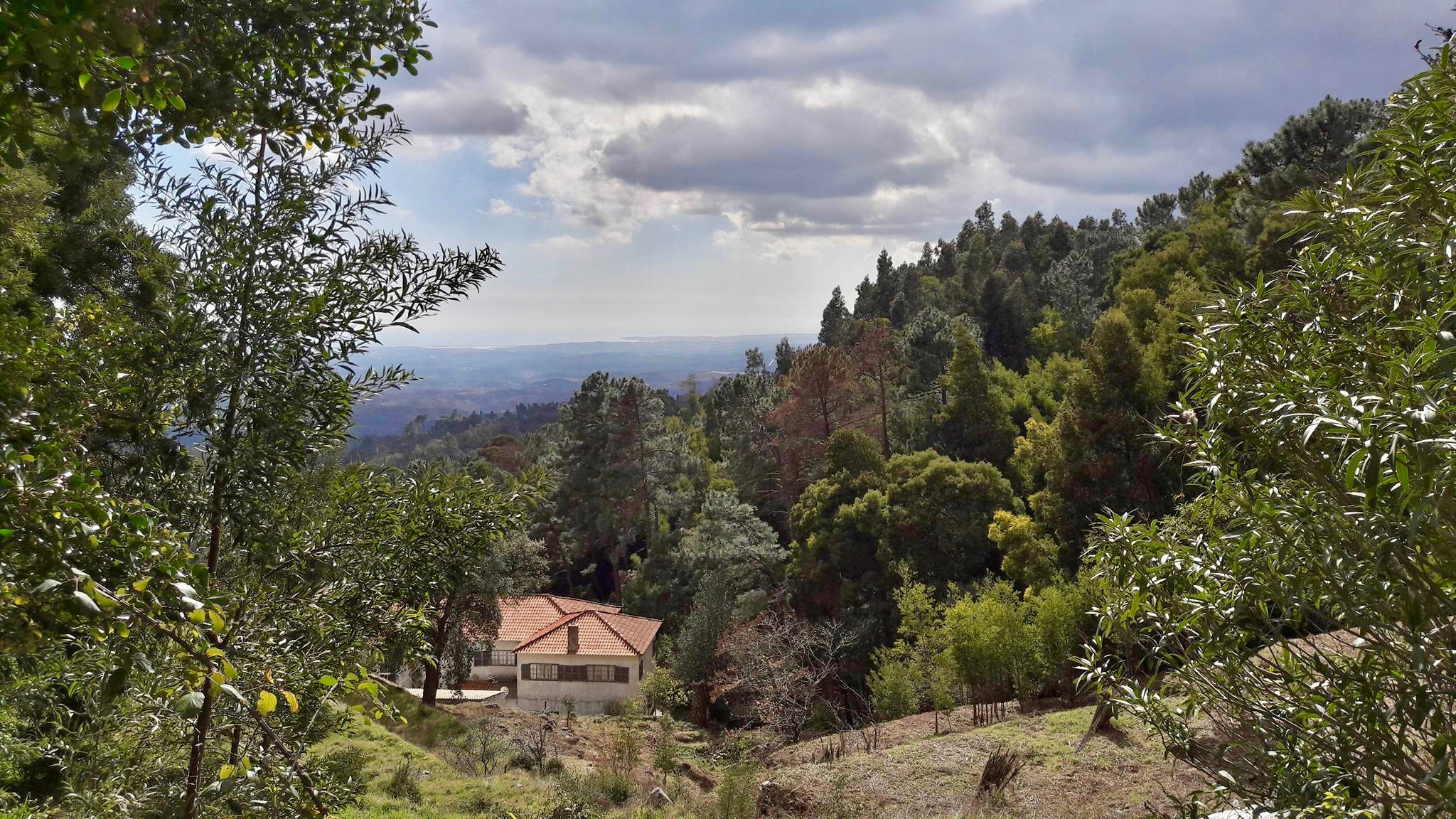
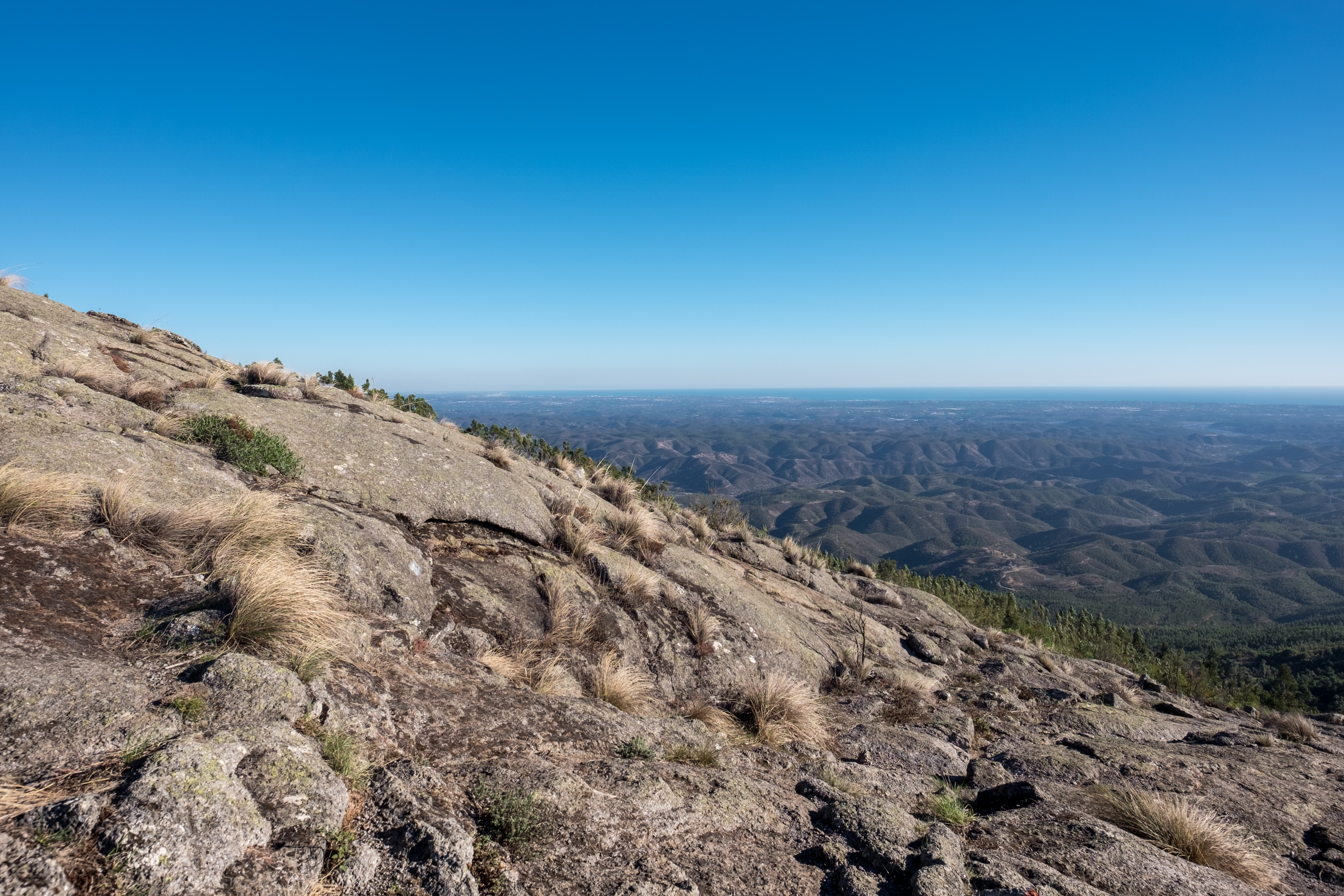
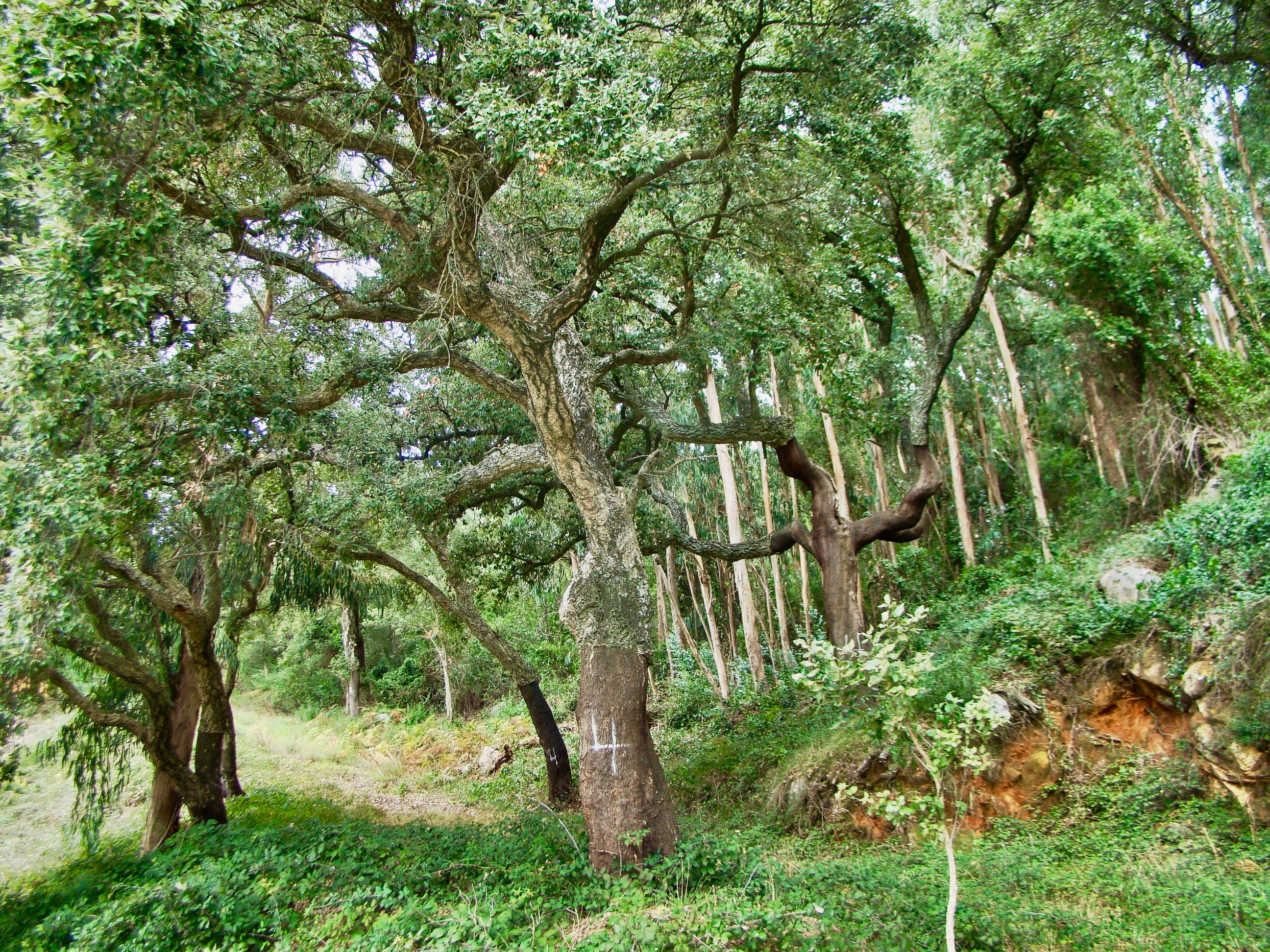
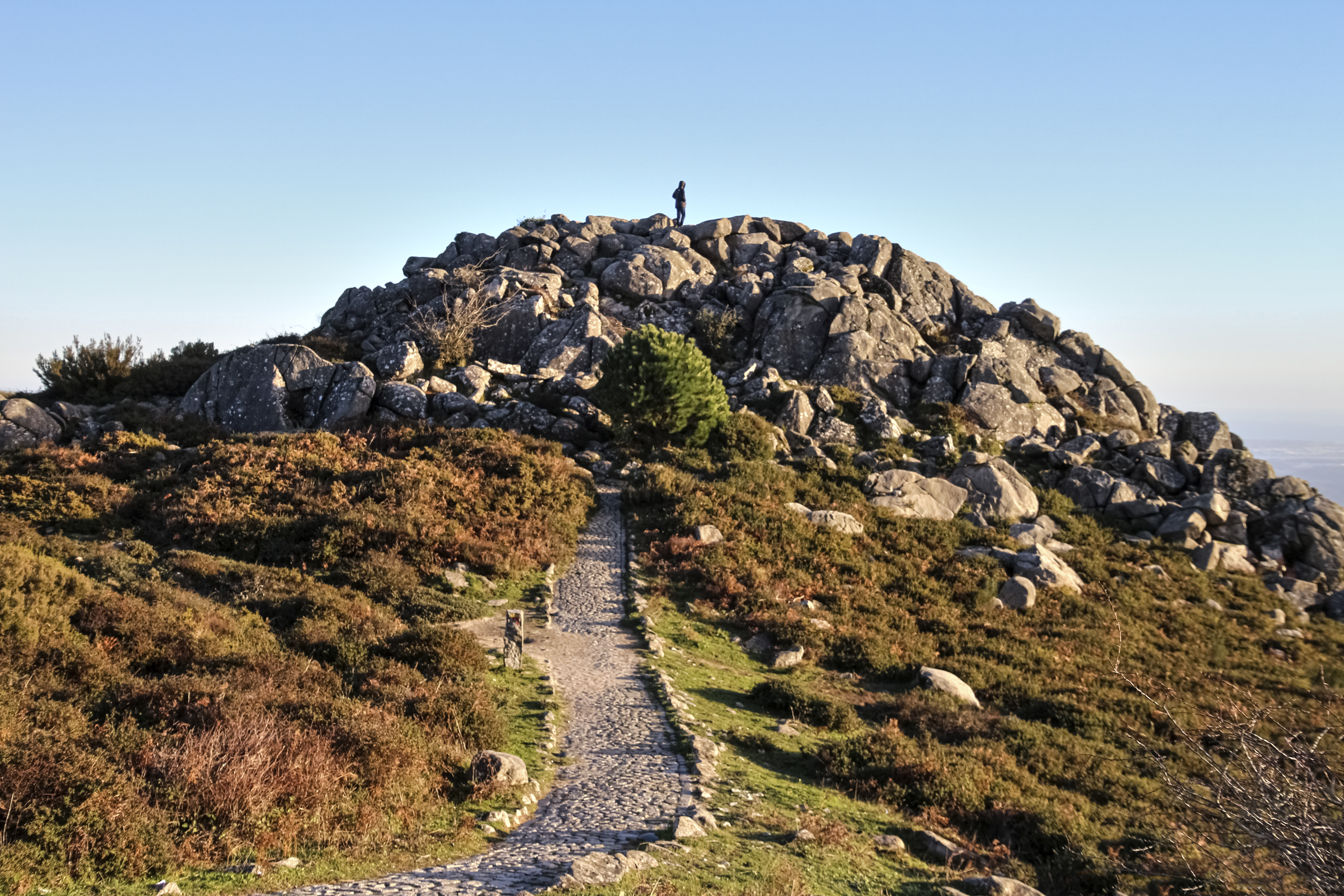